# 1958년 대한민국의 영화 목록
다음은 1958년에 제작된 대한민국의 영화 목록이다.

## 목록
| 개봉일자  | 제목                | 감독   | 주연 | 장르        |
| --------- | ------------------- | ------ | ---- | ----------- |
| 1월 1일   | 실락원의 별 2       | 홍성기 |      | 멜로/로맨스 |
| 1월 14일  | 돈과 시간을 달라    | 김원태 |      | 드라마      |
| 1월 15일  | 그대와 영원히       | 유현목 |      | 액션        |
| 2월 6일   | 공처가              | 김수용 |      | 코미디      |
| 3월 1일   | 아름다운 악녀       | 이강천 |      | 멜로/로맨스 |
| 3월 1일   | 두 남매             | 홍일명 |      | 드라마      |
| 3월 8일   | 마음의 진주         | 윤대룡 |      | 멜로/로맨스 |
| 3월 22일  | 눈 내리는 밤        | 하한수 |      | 드라마      |
| 4월 5일   | 나 혼자만이         | 한형모 |      | 멜로/로맨스 |
| 4월 19일  | 오부자              | 권영순 |      | 코미디      |
| 4월 20일  | 지옥화              | 신상옥 |      | 멜로/로맨스 |
| 5월 3일   | 흐르는 별           | 김묵   |      | 멜로/로맨스 |
| 5월 9일   | 콩쥐팥쥐            | 윤봉춘 |      | 사극        |
| 5월 20일  | 돌아온 항구         | 박경주 |      | 멜로/로맨스 |
| 5월 29일  | 심정                |        |      | 멜로/로맨스 |
| 5월 30일  | 초설                | 김기영 |      | 드라마      |
| 5월 31일  | 별아 내 가슴에      | 홍성기 |      | 멜로/로맨스 |
| 6월 5일   | 낙엽                |        |      | 드라마      |
| 6월 13일  | 순정의 문을 열어라  | 조긍하 |      | 멜로/로맨스 |
| 6월 27일  | 종말없는 비극       | 이강천 |      | 멜로/로맨스 |
| 7월 11일  | 청춘비가            | 이규환 |      | 멜로/로맨스 |
| 7월 16일  | 생명                | 이강천 |      | 멜로/로맨스 |
| 7월 19일  | 어머니의 길         | 안현철 |      | 사극        |
| 7월 22일  | 수정탑              | 전창근 |      | 멜로/로맨스 |
| 7월 28일  | 자장가              | 하한수 |      | 멜로/로맨스 |
| 7월 30일  | 영원한 내 사랑      | 윤봉춘 |      | 드라마      |
| 8월 7일   | 봄은 다시 오려나    | 이만흥 |      | 멜로/로맨스 |
| 8월 22일  | 40대 여인           | 반석   |      | 멜로/로맨스 |
| 8월 25일  | 사랑의 길           | 장황연 |      | 멜로/로맨스 |
| 8월 27일  | 진주는 천리길       | 정일택 |      | 멜로/로맨스 |
| 9월 5일   | 사람팔자 알 수 없다 | 김화랑 |      | 코미디      |
| 9월 6일   | 인걸 홍길동         | 김일해 |      | 사극        |
| 9월 6일   | 승방비곡            | 윤봉춘 |      | 멜로/로맨스 |
| 9월 16일  | 님은 가시고         | 백명현 |      | 멜로/로맨스 |
| 9월 19일  | 그대는 돌아왔건만   | 조정호 |      | 드라마      |
| 9월 22일  | 길 잃은 사람들      | 김한일 |      | 드라마      |
| 9월 26일  | 산넘어 바다건너     | 홍성기 |      | 드라마      |
| 9월 30일  | 모녀                | 최훈   |      | 멜로/로맨스 |
| 10월 4일  | 별만이 아는 비밀    |        |      | 드라마      |
| 10월 11일 | 춘향전              | 안종화 |      | 멜로/로맨스 |
| 10월 14일 | 자유 결혼           | 이병일 |      | 코미디      |
| 10월 16일 | 어디로 갈까         |        |      | 드라마      |
| 11월 3일  | 한 번만 봐 주세요   | 김화랑 |      | 코미디      |
| 11월 11일 | 화류춘몽            | 박성복 |      | 멜로/로맨스 |
| 12월 15일 | 느티나무 있는 언덕  | 최훈   |      | 드라마      |
| 12월 29일 | 화심                | 신경균 |      | 멜로/로맨스 |

## 참고자료
- KOFIC 영화데이터베이스